# 紫毛合耳菊
紫毛合耳菊（学名：Synotis ionodasya）是菊科合耳菊属的植物，是中国的特有植物。分布于中国大陆的云南等地，生长于海拔1,200米至2,500米的地区，常生长在林中以及溪边，目前尚未由人工引种栽培。

## 别名
紫毛千里光（云南种子植物名录）

## 异名
- Senecio ionodasys Hand.-Mazz.